# Wallstawe
Wallstave est une commune allemande située dans l'arrondissement d'Altmark-Salzwedel et l'état (Land) de Saxe-Anhalt.

## Géographie
Wallstave est située à environ 11 km au sud-ouest de Salzwedel.

## Personnalités
- Konrad-Oskar Heinrichs (1890-1944), général né à Wallstawe.